# Les Comptines du singe batteur
Les Comptines du singe batteur (Hooked on Monkey Phonics  en version originale) est le douzième épisode de la troisième saison de la série animée South Park, ainsi que le 43e épisode de l'émission.

## Synopsis
Un concours d'orthographe a lieu à South Park. Deux enfants qui sont scolarisés à domicile remportent haut la main le trophée alors que Cartman avait une arme secrète : les comptines du singe batteur. En ayant assez d'être ridiculisé à l'école, il décide de se scolariser à domicile à son tour.

## Mort deKenny
Kenny et Stan rendent visite à Cartman. Lorsque Kenny essaie de prendre un Snacky S'more au singe batteur, celui-ci devient enragé et le tue. Comme Kyle n'est pas présent lors de la mort de Kenny, la réaction habituelle Kyle / Stan est modifiée :
Cartman : « Mais non, mais putain de singe! » et « Non, singe batteur, t'es un vilain singe batteur ! »

Stan : « Oh mon dieu le singe batteur a tué Kenny ! »

Cartman : « Putain et comment qu'il l'a tué ! »